# Narjara Turetta
Narjara Aparecida Turetta, née le 19 novembre 1966 à São Paulo, est une actrice brésilienne.